# 天河南街道
天河南街道，是中华人民共和国广东省广州市天河区下辖的一个乡镇级行政单位。

## 历史
- 1992年10月9日，广州市天河区人民政府天河南街道办事处正式成立[2]。
- 2005年8月1日，因广州市行政区划调整[3]，“广州市天河区天河南街道杨箕社区居民委员会”更名为“广州市东山区梅花村街道杨箕社区居民委员会”[4][5]。

## 行政区划
天河南街道下辖以下地区：
育蕾社区、天河直街社区、南雅苑社区、体育村社区、体育西社区、广和社区、体育东社区、南一路社区、广州大道中社区、天荣社区、天河村社区和天河东社区。

## 交通

### 地铁
- █广州地铁1号线：体育西路站
- █广州地铁3号线：体育西路站、石牌桥站、林和西站
- █APM线：体育中心南站、天河南站、黃埔大道站

## 商场
- 广百天河中怡店
- 维多利广场
- 天河城广场
- 天环广场
- 正佳广场
- 万菱汇